# Мішані ліси Чанбайшаню
Мішані ліси Чанбайшаню (ідентифікатор WWF: PA0414) — палеарктичний екорегіон помірних широколистяних та мішаних лісів, розташований в горах на кордоні Північно-Східного Китаю та Північної Кореї. Він є одним з найбагатших лісових екорегіонів у Північно-Східній Азії з точки зору біорізноманіття.

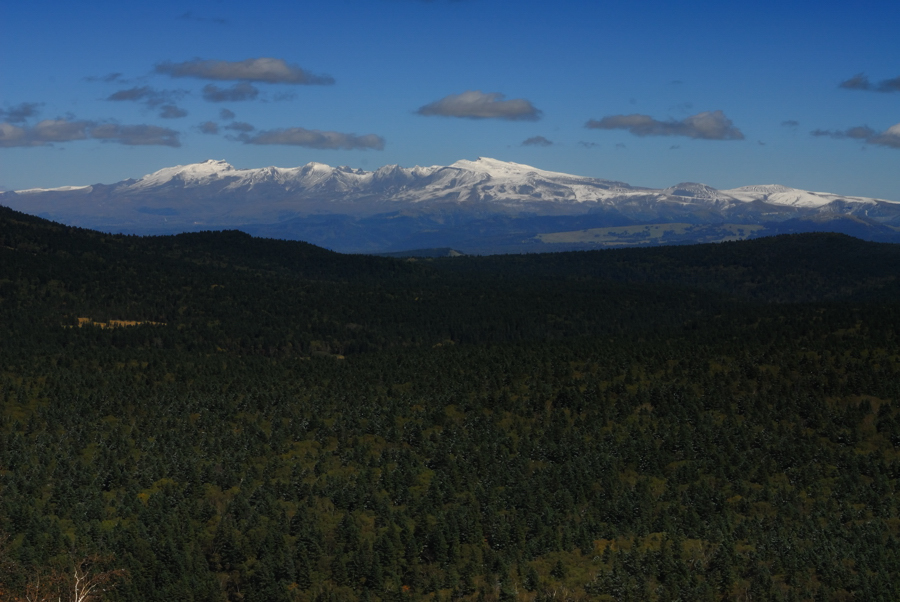
Вид на гори Чанбайшань

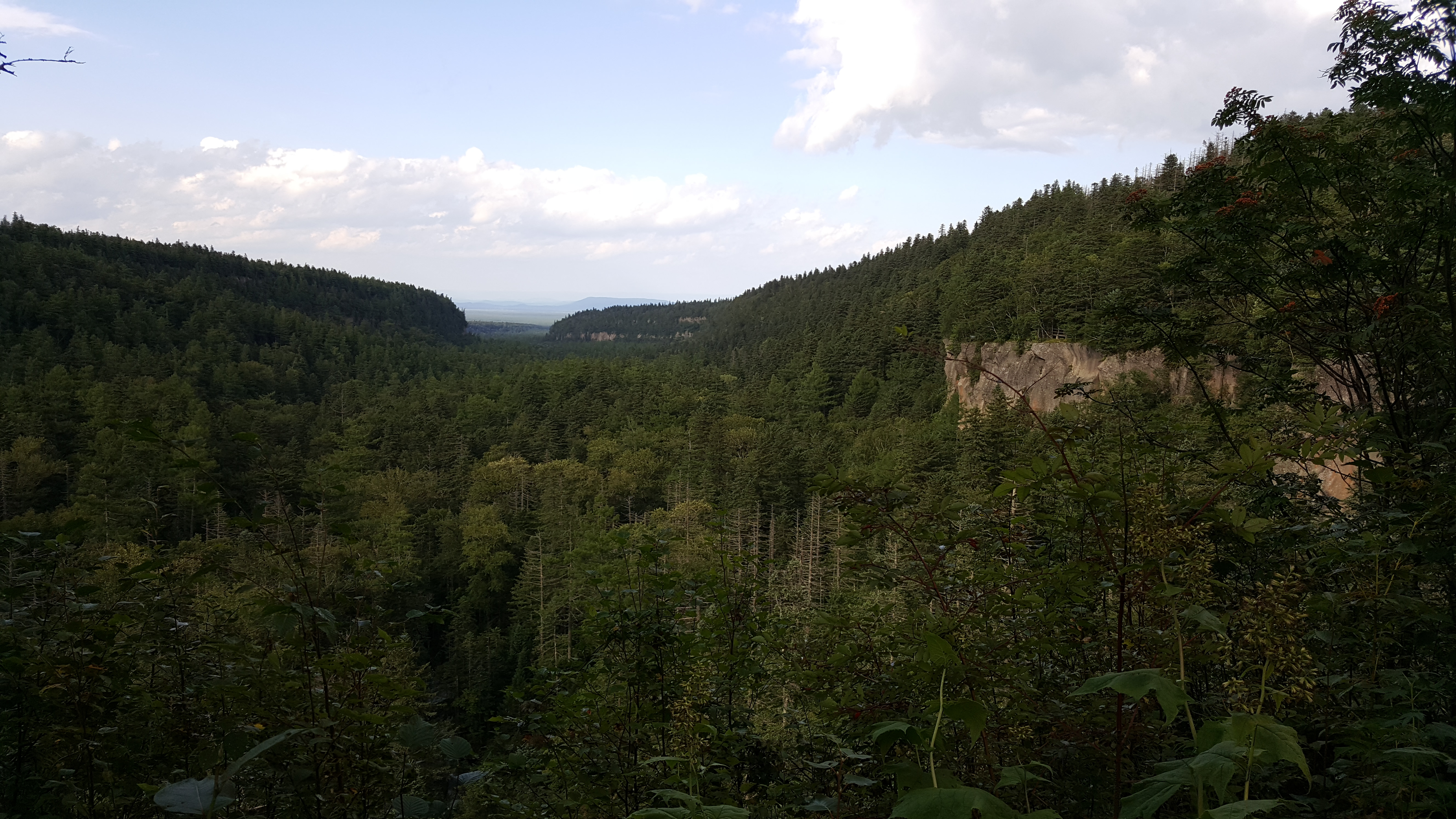
Ліс в горах Чанбайшань

## Географія
Екорегіон мішаних лісів Чанбайшаню охоплює гори Чанбайшань, також відомі як Чанпексан, та навколишні передгір'я, розташововані в китайських провінціях Цзілінь і Хейлунцзян та на півночі і північному сході Корейського півострова. Невисокі пагорби регіону оточують піднесене вулканічне плато, в центрі якого, на кордоні КНР і КНДР, розташований сплячий вулкан Пекту висотою 2744 м, також відомий як Байтоушань. Востаннє він вивергався у 1903 році. В кратері Пекту розташоване Небесне озеро, найвище вулканічне озеро у світі. В горах Чанбайшань беруть свій початок річки Сунгарі, Туманган та Ялуцзян. На більш низьких висотах екорегіон переходить у маньчжурські мішані ліси.

## Клімат
В передгір'ях Чанбайшаню переважає вологий континентальний клімат (Dwb за класифікацією кліматів Кеппена), а у високогір'ях — субарктичний клімат (Dwc за класифікацією Кеппена). Взимку в регіоні переважають континентальні повітряні маси, які приходять з внутрішніх районів Азії, а влітку — тихоокеанські повітряні маси, які приходять разом з мусонами і приносять опади. Зими тривалі, холодні та доситть сухі, середня температура січня коливається від -10 °C до -20 °C, залежно від висоти. Влітку температура може досягати 25 °C. Середньорічна кількість опадів в передгір'ях коливається від 500 до 1000 мм, а у високогір'ях вона може досягати 1400 мм. Більшість опадів випадає влітку та восени.

## Флора
Широкий висотний діапазон екорегіону призвів до формування різних рослинних угруповань, які відрізняються залежно від висоти над рівнем моря. На висоті до 1100 м над рівнем моря переважають мішані ліси, в яких ростуть як хвойні, так і широколистяні породи дерев. Серед хвойних дерев, що зустрічаються в цих лісах, слід відзначити корейську сосну (Pinus koraiensis), маньчжурську ялицю (Abies holophylla), червону японську сосну (Pinus densiflora) та далекосхідний тис (Taxus cuspidata), а серед широколистяних дерев — монгольський дуб (Quercus mongolica), амурську липу (Tilia amurensis), маньчжурський ясен (Fraxinus mandschurica) та березу Ермана (Betula ermanii). У передгірських лісах також зустрічаються деякі види рослин субтропічного походження, зокрема різні види актинідій (Actinidia spp.), маньчжурські хвилівники (Aristolochia manshuriensis) та інші ліани. В підліску цих лісів зустрічаються такі цінні лікарські рослини, як азійський женьшень (Panax ginseng), маньчжурський копитняк (Asarum heterotropoides) та різні види пузаток (Gastrodia spp.). Загалом передгірські ліси екорегіону є перехідними до навколишніх маньчжурських мішаних лісів.
На висоті від 1100 до 1900 м над рівнем моря поширені темнохвойні ліси, багата флора яких включає види, що походять з Сибіру, західної Євразії, Японії та Кореї. Дерева в цих лісах вкриті мохом, а в підліску ростуть різноманітні трави та папороті. На висоті від 1100 до 1500 м над рівнем моря в лісах переважають аянські сосни (Picea jezoensis), сибірські ялини (Picea obovata), маньчжурські ялиці (Abies nephrolepis) та ольгінські модрини (Larix gmelinii var. olgensis). Ліси, що ростуть на висоті від 1500 до 1900 м над рівнем моря, мають менше видове різноманіття. Основу їх складають аянські сосни (Picea jezoensis) та маньчжурські ялиці (Abies nephrolepis). Підлісок в цих лісах менш густий, а шар моху на деревах більш щільний. Серед листяних дерев, що зустрічаються в темнохвойних лісах, слід відзначити укурундський клен (Acer ukurunduense), ребристу березу (Betula costata), хуашанську горобину (Sorbus pohuashanensis) та уссурійську тополю (Populus ussuriensis).
У високогір'ях Чанбайшаню поширені альпійські луки, на яких ростуть різноманітні трави. У тих місцевостях, де взимку формується товстий сніговий покрив, який захищає бруньки від морозів, зустрічаються невисокі дерева та кущі, зокрема берези Ермана (Betula ermanii), різні види верб (Salix spp.), рододендронів (Rhododendron spp.) та чорниці (Vaccinium spp.). Через те, що Чанбайшань є найвищим гірським масивом в цій частині Азії, флора альпійських луків екорегіону вирізняється високим рівнем ендемізму.

## Фауна
В межах екорегіону зустрічається понад 50 видів ссавців та понад 300 видів птахів. Серед поширених в екорегіоні ссавців слід відзначити ізюбря (Cervus canadensis xanthopygus), азійську сарну (Capreolus pygargus), сибірську кабаргу (Moschus moschiferus), довгохвостого горала (Naemorhedus caudatus), дику свиню (Sus scrofa), вовка (Canis lupus), корейську лисицю (Vulpes vulpes peculiosa), уссурійського єнота (Nyctereutes procyonoides), бенгальського кота (Prionailurus bengalensis), сибірську рись (Lynx lynx wrangeli), річкову видру (Lutra lutra), алтайську мустелу (Mustela altaica), харзу (Martes flavigula), соболя (Martes zibellina), уссурійського білогрудого ведмедя (Ursus thibetanus ussuricus) та уссурійського бурого ведмедя (Ursus arctos lasiotus). Також в регіоні мешкають такі дрібні ссавці, як звичайна вивірка (Sciurus vulgaris), корейський заєць (Lepus coreanus), сибірська політуха (Pteromys volans) та сибірський бурундук (Eutamias sibiricus). Раніше в екорегіоні мешкали амурські тигри (Panthera tigris altaica), амурські пардуси (Panthera pardus orientalis), уссурійські куони (Cuon alpinus alpinus) та маньчжурські плямисті олені (Cervus nippon mantchuricus), однак наразі вони повністю або майже повністю вимерли.
Серед поширених в екорегіоні птахів слід відзначити євразійського тетерука (Lyrurus tetrix), лісового орябка (Bonasa bonasia), мандаринку (Aix galericulata), китайського креха (Mergus squamatus), чорного лелеку (Ciconia nigra) та далекосхідного лелеку (Ciconia boyciana).

## Збереження
Оцінка 2017 року показала, що 4695 км², або 5 % екорегіону, є заповідними територіями. Природоохоронні території включають: Чанбайшанський національний природний заповідник та Національний лісовий парк Лунваньцюнь в КНР, а також Біосферний заповідник гори Пекту в КНДР.